# Landesgartenschau Marktredwitz-Cheb 2006
Die Landesgartenschau Marktredwitz-Cheb 2006 war eine bayerische Landesgartenschau in Marktredwitz und fand erstmals grenzüberschreitend zusammen mit der tschechischen Stadt Cheb (Eger) statt.
Das besondere an der Landesgartenschau Marktredwitz war, dass eine Industriebrache umgenutzt und mit Ufer- und Auenbereichen zu einem Naherholungsraum und Areal für Veranstaltungen verbunden wurde. Im tschechischen Teil der Gartenschau, in Cheb wurde das Gelände unterhalb der Stadtburg entlang der Bastionsmauern revitalisiert. Dort befanden sich zuvor Schutthalden und das Gelände war in viele kleine Parzellen, darunter Schrebergärten, zerteilt. Der Umbau machte erstmals das Gelände wieder für die Öffentlichkeit zugänglich und wird seitdem als Naherholungsgebiet, und als touristische Attraktion im Rahmen der historischen Altstadt und der Burg und auch als Veranstaltungsort, z. B. der Bambiriáda, genutzt. Grenzübergreifender Aspekt ist die Neuanlage eines beide Städte verbindenden Fahrradweges.